# L'origine di Jaromeriz in Moravia

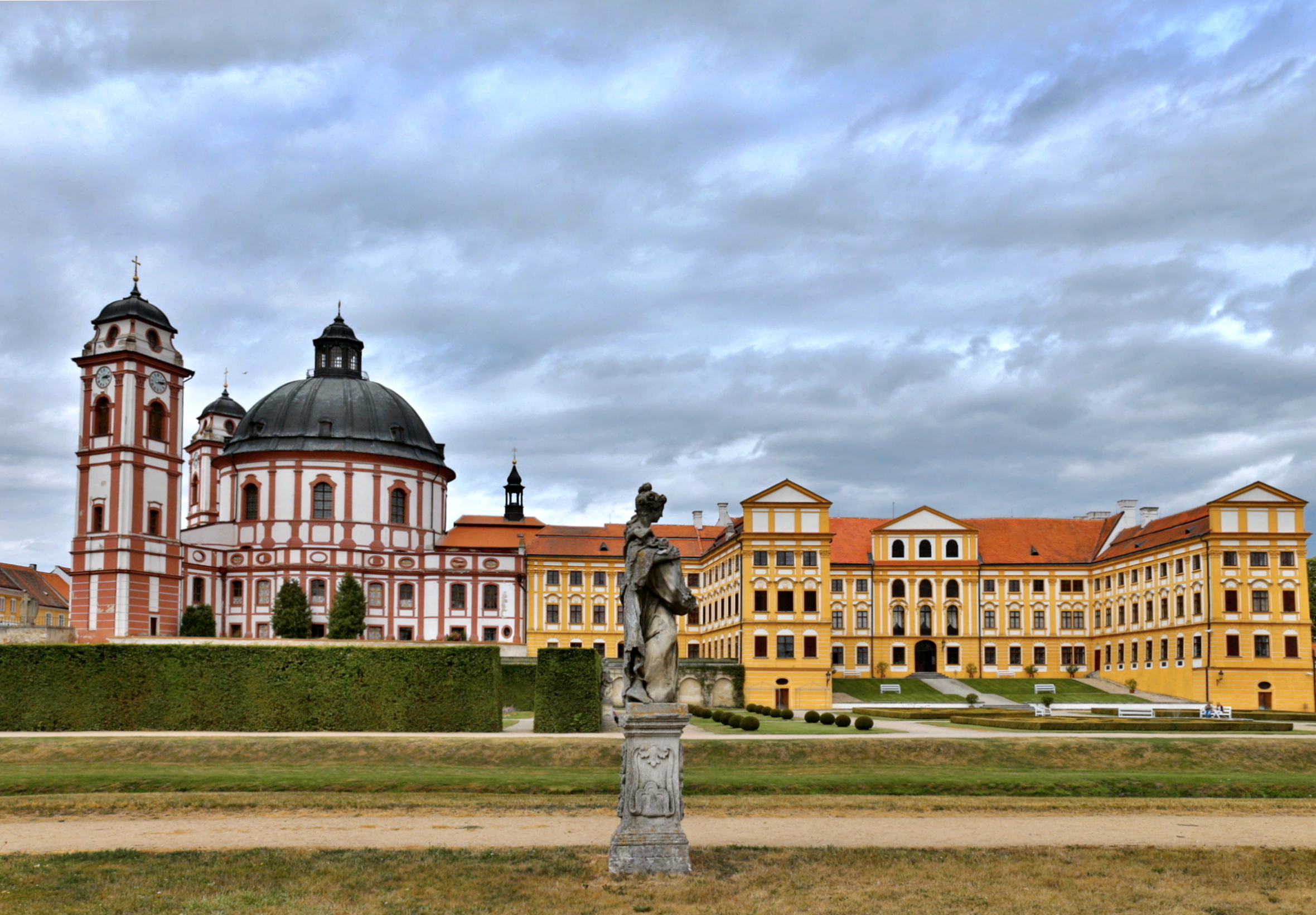
Zámek Jaroměřice nad Rokytnou, kde se v době hraběte Jana Adama z Questenberka konala premiéra opery v italštině a v češtině.

L'origine di Jaromeriz in Moravia aneb v českém překladu O původu Jaroměřic na Moravě je opera (dramma per musica), kterou složil František Antonín Václav Míča v roce 1730. Opera zřejmě záhy zazněla i v českém překladu. Toto dílo je tedy považováno za historicky první dochovanou operu provozovanou v českém jazyce.

## Historie
Jedná se o jednu (z nejméně dvou) oper moravského hudebního skladatele Františka Antonína Míči, avšak jedinou dochovanou. Premiéra v italštině proběhla na questenberském zámku v Jaroměřicích nad Rokytnou.
Opera má tři jednání a tři komická intermezza, z nichž se v původní partituře zachovala pouze část – dvě jednání a dvě intermezza. Jako celek se dochovala v německém překladu libreta.
Autorem původního italského textu byl G. D. Bonlini, často uváděný pod pseudonymem Blinoni. Opera zřejmě záhy zazněla i v překladu do češtiny. Dle poznámky v partituře byla opera reprízována ještě v roce 1738, tedy za autorova života. Skladatel v opeře použil sopránové chalumeau, plátkový dechový nástroj, předchůdce klarinetu.

## Novodobá provedení
První novodobé provedení 27. 9. 1980 v Sále předků jaroměřického zámku nastudovala Komorní opera Miloše Wasserbauera při brněnské JAMU Brno, d: J. Pinkas, r: F. Preisler).
V roce 1994 vyšla opera na hudebním CD vydavatesltví Supraphon-Monde classique.